# Polesí
Polesí (deutsch Rimberg) ist eine Gemeinde in Tschechien. Sie befindet sich in der Böhmisch-Mährischen Höhe 15 Kilometer südlich von Pelhřimov bzw. 25 km nordöstlich von Jindřichův Hradec.

## Geographie
Polesí liegt am Oberlauf des Počátecký potok beiderseits des Baches, der eine Vielzahl von Teichen speist. Nachbarorte sind Bělá im Norden, Turovka im Nordosten, Léskovec im Osten, Heřmaneč im Südosten, Počátky im Süden, Jakubín und Ctiboř im Westen sowie Veselá im Nordwesten.

## Geschichte
Die erste urkundliche Erwähnung des Ortes stammt aus dem Jahre 1457. 1856 wurde die Kapelle des Hl. Johannes von Nepomuk geweiht. Rimberg gehörte zum Gerichtsbezirk Potschatek und dem politischen Bezirk Kamnitz an der Linde.
1950 erfolgte die Änderung des Ortsnamens Rymberk in Polesí.

## Sehenswürdigkeiten
Die in der Ortsmitte befindliche große Kapelle des Hl. Johannes von Nepomuk aus der Mitte des 19. Jahrhunderts ist das Wahrzeichen von Polesí.